# Top of the World (CHEMISTRYの曲)
「Top of the World」（トップ・オブ・ザ・ワールド）は2006年12月6日に発売されたCHEMISTRY19枚目のシングル。発売元はデフスターレコーズ。

## 解説
「約束の場所」「遠影 feat. John Legend」に続き3か月連続リリースとなった本作。
ベスト・アルバム『ALL THE BEST』からのリカットシングル。2006年内期間限定生産品。
FIFAクラブワールドカップ 2006年大会テーマソング。大会の決勝戦では本楽曲が披露された。
『Between the Lines』以来、3年半ぶりの松尾潔プロデュース。歌詞やフェイクなど松尾プロデュース時の作品を意識した箇所が見られる。
C/Wは、これまでのCHEMISTRYの楽曲を10分間に収めた「10 Minutes of CHEMISTRY」収録。

## 収録曲
1. Top of the World
（作詞：小山内舞／作曲・編曲：JIN NAKAMURA）
FIFAクラブワールドカップ 2006年大会テーマソング
2. 10 Minutes of CHEMISTRY
3. Top of the World (Less Vocal)